# Camponotus pennsylvanicus
Camponotus pennsylvanicus sau furnica tâmplar neagră este una dintre cele mai mari și mai comune specii de Camponotus⁠(d) originare din centrul și estul Statelor Unite ale Americii, precum și din estul Canadei.

## Descriere

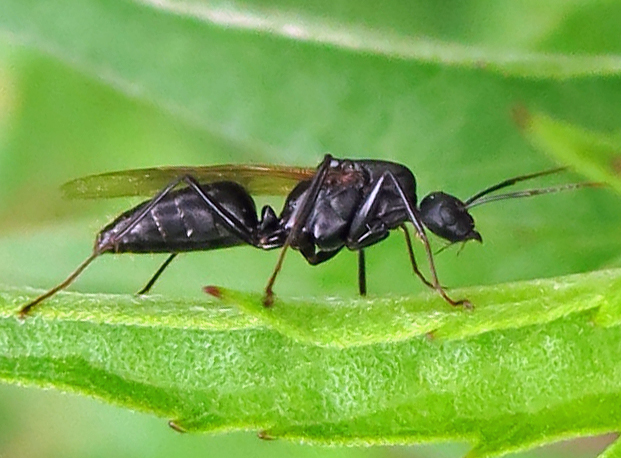
Camponotus pennsylvanicus

C. pennsylvanicus se deosebește de alte specii de furnici Camponotus prin culoarea neagră mată a capului și a corpului și prin firele de păr albicioase sau gălbui de pe abdomen. Toate castele acestei specii (inclusiv lucrătoarele majore și minore, reginele și masculii) sunt negre sau negricioase. C. pennsylvanicus sunt polimorfe, lucrătoarele putând fi de diferite dimensiuni. Reginele pot atinge o lungime de 19-21 mm, iar cele mai mari lucrătoare (super majore) pot atinge dimensiuni similare de aproximativ 14-17 mm. Acestea, împreună cu alte câteva specii de Camponotus, sunt printre cele mai mari specii de furnici din America de Nord. Ca la toate furnicile, antenele sunt geniculate (cotite). Lucrătoarele au de obicei 12 segmente de antenă. Alatele au de obicei aripi gălbui.

## Comportament
Se știe că C. pennsylvanicus caută hrană până la 91 m, stabilind urme chimice (feromoni) în timp ce caută hrană. Ele localizează hrana prin simțul mirosului. Cuiburile pot conține mii de indivizi, iar cuiburile atât de mari pot fi observate după zgomotul sonor de spargere produs de lucrătoare. Furnica nu poate înțepa, dar lucrătoarele mai mari pot administra o mușcătură ascuțită, care poate deveni și mai iritată prin pulverizarea de acid formic pe rană. Lucrătoarele se ocupă de afide, iar cele mai mici colectează nectarul și îl transferă lucrătoarelor mai mari care îl transportă înapoi la cuib. În plus, căutătorii se hrănesc cu insecte moarte și sucuri de plante. Căutarea hranei are loc de obicei noaptea.

## Aria de răspândire
Aria de răspândire a C. pennsylvanicus este aproape peste tot la est de Munții Stâncoși, în păduri, margini de pădure și comunități suburbane.

## Măsuri de control
În mediul lor natural, C. pennsylvanicus își fac cuib în copacii morți și în alte tipuri de lemn mort. Acest lucru favorizează descompunerea, care are beneficii ecologice. Cu toate acestea, furnica atinge statutul de dăunător atunci când o colonie invadează lemnul unei case sau al altei structuri, deteriorându-i integritatea structurală.
Deoarece favorizează lemnul umed ca habitat, orice condiție care favorizează umiditatea trebuie eliminată pentru a preveni infestarea. Cea mai ușoară dintre acestea este menținerea jgheaburilor libere, astfel încât apa să nu curgă pe partea laterală a structurii și să nu pătrundă în interior. Lemnul umed este mult mai ușor de mestecat. Furnicile nu mănâncă lemnul, ci îl îndepărtează pentru a crea galerii pentru activitățile lor. Galeriile sunt paralele cu fibra, deoarece sunt create în porțiunile mai moi și nealiniate ale lemnului. Galeriile au un aspect de șmirghel, datorită resturilor fecale, dar tuburile de noroi produse de termite nu sunt prezente.